# Anomalia magnetyczna

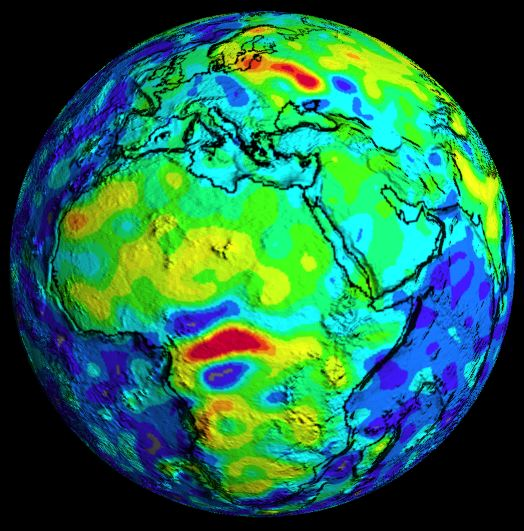
Model namagnesowania skorupy ziemskiej oparty na pomiarach pola magnetycznego wykonanych przez satelity NASA Magsat, OGO-2, OGO-4 i OGO-6. Model ten zaprojektowano także tak, aby był spójny z innymi informacjami na temat właściwości magnetycznych skorupy ziemskiej, takimi jak kontrast we właściwościach magnetycznych między skorupą oceaniczną i kontynentalną. Model ten zawiera również informacje o grubości i temperaturze skorupy magmowej. Ciepłe kolory (czerwień) wskazują na najsilniejsze namagnesowanie, natomiast chłodne kolory (niebieski) na najsłabsze.

Anomalia magnetyczna – lokalne różnice między ziemskim polem magnetycznym w danym miejscu a jego wartością teoretyczną, wyliczoną na podstawie położenia biegunów magnetycznych na Ziemi.
Ze względu na wielkość obszarów dzieli się je na kontynentalne, regionalne i lokalne. W niektórych publikacjach występuje podział na anomalie kontynentalne i lokalne.
- Anomalie kontynentalne są obszarowo największe, najsilniejsza – wschodnioazjatycka – obejmuje obszar niemal całej Azji. Jej największa wartość sięga 30% natężenia pola średniego. Występowanie tych anomalii wiąże się z funkcjonowaniem głównego czynnika wytwarzającego ziemskie pole magnetyczne.
- Anomalie regionalne obejmują mniejsze obszary, ich występowanie wiąże się z pokładami skał i minerałów o mniejszym zasięgu i zalegających płycej.
- Za anomalie lokalne uznaje się te których obszar zawiera się w granicach od stu do kilku tysięcy km². Występujące w nich zmiany pola magnetycznego zazwyczaj nie przekraczają 10%. Anomalie te wiążą się z występowaniem dużych pokładów minerałów magnetycznych, np. magnetytu (rudy żelaza), na znacznych (ponad 1 km) głębokościach. Tego typu anomalie występują między innymi w okolicach Kiruny (Szwecja) i Kurska (Rosja, tzw. kurska anomalia magnetyczna) oraz w Polsce w Krzemiance (okolice Suwałk). Mniejsze anomalie związane są z występowaniem skał zasadowych lub ultrazasadowych.